# المعونة المصرية
المعونة المصرية هي مبادرة أطلقها الداعية المصري الشيخ محمد حسان في 12 فبراير 2012 للاستغناء تماماً عن المعونة الأمريكية “عسكرياً واقتصادياً” وقد قال الشيخ: «أقسم بالله وعلى مسؤوليتي أمام الله أن الشعب المصري سيجمع مئات الأضعاف مما كانت تقدمه لنا أمريكا من معونات تافهة». وتقدم بالمبادرة عقب دعوات من أعضاء في الكونجرس الأمريكي بسحب المعونة الأمريكية لمصر عقب اعتقال السلطات المصرية لنشطاء مجتمع مدني ينتمون لمنظمات أجنبية وأمريكية خاصة. ولاقت هذه المبادرة التي أيدها شيخ الأزهر بالفعل وكثير من العلماء إشادة أيضا من الحكومة حيث أعلنت فايزة أبو النجا، وزيرة التخطيط والتعاون الدولي، أن كمال الجنزوري، رئيس مجلس الوزراء أشاد بمبادرة حسان، مشيرة إلى أن أحد رجال الأعمال، رفض ذكر اسمه، تبرع بـ 40 مليون جنيه، فيما تبرعت إحدى الشركات المصرية بـ 20 مليون آخرين، وأكدت أن هناك تنسيقاً بين الحكومة ومشيخة الأزهر لدعم المبادرة.